# Турски гамбит (роман)
„Турски гамбит“ (на руски: Турецкий гамбит) е историческо-приключенски роман от руския писател Борис Акунин, издаден през 1998 г. Този втори роман (наречен „шпионски“) представя приключенията на Ераст Фандорин, които се случват по време на Руско-турската война 1877 – 78 г.

## Сюжет
Внимание:  Текстът по-долу разкрива сюжета на произведението (или части от него)!
... През април 1877 започва на Руско-турската война. Армията на цар Александър II минава река Дунав и влиза в битка с войските на султана на територията на България. Турските войски срещат много съпротива и затова руската армия и българските опълченици успешно освобождават градове и села от властта от чуждите нашественици.
По това време, известна млада дама от Санкт Петербург, Варвара Суворова решава да отиде в сегашната руската армия при годеника си Петър Яблоков, който служи като криптограф в щаба. Успешно достигнала България, Варвара внезапно попада в трудна ситуация, от която ѝ помага да се излезе един мистериозен непознат – млад синеок мъж, който заеква малко и има посивяла коса. Това Ераст Петрович Фандорин, който е отишъл да се бие в Сърбия, попаднал е в турски плен, а сега се завръща у дома в Русия. Заедно с г-жа Суворова Фандорин отива в главния щаб на армията, където се среща с бившия си шеф, генерал Лаврентий Мизинов. Мизинов е шеф на контраразузнаването на Руската армия, и упорито иска от Фандорин да му помогне.
... Виждайки, че в началото на войната, отбраната на Турция се проваля, султан Абдул Хамид II нарежда на шефа на неговото разузнаване и едновременно с това най-опасния шпионин на Османската империя, да промени хода на събитията. Името супершпионина е Ануар ефенди, и той е толкова потаен, че никой, дори султанът не познава лицето му. Но Ануар работи много ефективно.
Скоро, в резултат от дезинформация, Руската армия извършва грешна маневра заемайки Никопол, и губи стратегически важен град – Плевен, който е завзет от войските на Осман паша. Настъплението на руската армия спира, а войната става кървава и продължителна, точно това, към което се стреми Турция. Колкото по-дълго трае войната, толкова е по-голям шанса, великите европейски сили – Австрия и Англия, враждебни на Русия, да се застъпят за Турция и да принудят Русия да отстъпи ...
Като научава това, Фандорин решава да помогне на Мизинов да разкрие турския супершпионин. За него са известни само два факта: първо – Ануар действа директно в щаба на армията, криейки се под фалшиво име; а вторият – към момента Ануар е един от най-активните участници на всемогъщата тайна организация „Азазел“, за унищожаването на която е действал Фандорин. Фандорин започва усилена работа за идентифициране на шпионина сравнявайки десетки коренно различни факти и версии, но все напразно. Ануар умело хвърля съмнение върху други, и безмилостно убива всеки, който може да помогне за неговото залавяне от Фандорин.
... С огромно усилие, Фандорин все пак „изчислява“ и неутрализира супершпионина. Ераст Петрович е награден с орден, но въпреки това ще бъде пълен с разочарования. Все пак Ануар постига най-важното – във войната се намесват европейски врагове на Русия, руската армия ще бъде спряна близо до Истанбул, освобождението на България ще бъде непълно ...
| „                                             | – британското правителство подкрепено от правителствата на повечето европейски страни, категорично отказва да признае грабителските мирни условия, наложени на Турция от прекомерните апетити на цар Александър. Санстефанският договор влиза в противоречие с интересите на европейската сигурност и следва да бъде преразгледан на нарочен конгрес, в който да вземат участие всички велики сили. | “ |
| Лорд Дерби, „Таймс“ (Лондон), 10 март 1878 г. | |   |

## Исторически препратки
В романа има прототипи на реални исторически личности, познати на читателя от романа „Азазел“. „Генерал Лаврентий Мизинов“ е Николай Мезенцов, генерал-адютант, ръководител на Трети отдел и началник на жандармерията, а „канцлер Корчаков“ е Александър Горчаков, един от най-видните руски общественици от втората половина на 19 век, ръководител на руското външно министерство, последният канцлер на Руската империя при Александър II.
В допълнение към тях в романа се появяват нови герои. Първият е „генерал Михаил Соболев“ е Михаил Скобелев, изключителен руски военен командир, генерал от пехотата и генерал-адютант, легендарният генерал на Руско-турската война.
„Капитан Еремей Перепьолкин“ е Алексей Куропаткин, генерал от пехотата и генерал-адютант, военен министър на Русия в 1898–1904, и „кореспондентът на лондонския вестник „Дейли Поуст“ Шеймъс Маклафлин“, който е Джанюариъс Макгахан – американски журналист, известен със своите статии за зверствата на башибозуците в България по време на Априлското въстание през 1876 г., които предизвикват голям обществен протест в Европа.

## Адаптации
През 2005 г. романът е екранизиран във филм с режисьор – Джаник Файзиев. Филмът е създаден съвместно от български и руски кинотворци, част от снимките се състоят на историческото бойно поле на територията на България.